# 鹿黒南
鹿黒南（かぐろみなみ）は、千葉県印西市の町丁。現行行政地名は鹿黒南一丁目から鹿黒南五丁目。郵便番号270-1369。

## 地理
北は鹿黒、東は大森、東は大森、南東は草深、南は泉、多々羅田、南西は大塚、泉野、西は和泉に隣接している。

## 歴史
- 2012年（平成24年）12月26日 - 泉野とともに新設[4]。

### 町名の変遷
| 実施後       | 実施年月日     | 実施前（各大字ともその一部）                                                   |
| ------------ | -------------- | ------------------------------------------------------------------------------ |
| 鹿黒南一丁目 | 2012年12月26日 | 鹿黒字新堀、字上谷津、字新山、字原の各一部                                     |
| 鹿黒南一丁目 | 2012年12月26日 | 泉字西北側の各一部                                                             |
| 鹿黒南一丁目 | 2012年12月26日 | 和泉字大木戸根、字並塚、字道間、字木戸ノ内、字道間作、字前原、字小麦尻の各一部 |
| 鹿黒南二丁目 | 2012年12月26日 | 鹿黒字上谷津、字新山、字原、字アラク山の各一部                                 |
| 鹿黒南二丁目 | 2012年12月26日 | 和泉字前原、字小麦尻の各一部                                                   |
| 鹿黒南三丁目 | 2012年12月26日 | 鹿黒字原、字アラク山の各一部                                                   |
| 鹿黒南三丁目 | 2012年12月26日 | 大森字宮脇、字蒲ヶ沢、字割野の各一部                                           |
| 鹿黒南四丁目 | 2012年12月26日 | 大森字高堀、字宮脇、字蒲ヶ沢、字割野の各一部                                   |
| 鹿黒南四丁目 | 2012年12月26日 | 草深字東泉新田前、字高堀の各一部                                               |
| 鹿黒南五丁目 | 2012年12月26日 | 鹿黒字新堀、字原の各一部                                                       |
| 鹿黒南五丁目 | 2012年12月26日 | 泉字東北側の一部                                                               |
| 鹿黒南五丁目 | 2012年12月26日 | 大森字高堀、字宮脇、字蒲ヶ沢、字割野の各一部                                   |
| 鹿黒南五丁目 | 2012年12月26日 | 草深字東泉新田前、字高堀の各一部                                               |

## 世帯数と人口
2017年（平成29年）10月31日現在の世帯数と人口は以下の通りである。
| 丁目         | 世帯数 | 人口 |
| ------------ | ------ | ---- |
| 鹿黒南三丁目 | 21世帯 | 44人 |

## 小・中学校の学区
市立小・中学校に通う場合、学区は以下の通りとなる。
| 丁目         | 番地 | 小学校             | 中学校             |
| ------------ | ---- | ------------------ | ------------------ |
| 鹿黒南一丁目 | 全域 | 印西市立大森小学校 | 印西市立印西中学校 |
| 鹿黒南二丁目 | 全域 | 印西市立大森小学校 | 印西市立印西中学校 |
| 鹿黒南三丁目 | 全域 | 印西市立大森小学校 | 印西市立印西中学校 |
| 鹿黒南四丁目 | 全域 | 印西市立大森小学校 | 印西市立印西中学校 |
| 鹿黒南五丁目 | 全域 | 印西市立大森小学校 | 印西市立印西中学校 |

## 施設
- 大森公園

## 交通

### 鉄道
地内に鉄道は通っていない。中央南にある北総鉄道北総線の千葉ニュータウン中央駅が利用できる。

### 路線バス
- ちばレインボーバス
  - 神崎線（津田沼駅 - 千葉ニュータウン中央駅 - 木下駅）[7][8]
    - （泉新田） - 鹿黒 - 割野 - （迎山）

### 道路
- 主要地方道
  - 千葉県道4号千葉竜ヶ崎線
  - 千葉県道61号船橋印西線
- 都道府県道
  - 千葉県道189号千葉ニュータウン北環状線